# Польское физиологическое общество
Польское физиологическое общество (пол. Polskie Towarzystwo Fizjologiczne) — польское научное общество, основанное в 1936 году.
Согласно Уставу, целью Общества является углубление физиологических знаний, распространение их достижений в обществе, объединение специалистов, работающих в области физиологических наук и поддержка исследований и научной работы в этой области.
В состав Общества входят 11 территориальных филиалов.
Обществом регулярно проводятся съезды с участием польских и иностранных физиологов. В 2021 году в Гданьске запланировано проведение очередного, XXVIII-го Конгресса Польского физиологического общества.
Общество является членом «Федерации европейских физиологических обществ» (англ. The Federation of European Physiological Societies) (FEPS).
За выдающиеся заслуги в области физиологических наук, Главный совет Общества награждает «Почётной медалью имени Наполеона Цибульского». Первым награждённым медалью Общества был доктор наук Адольф Бек, профессор физиологии Университета Яна Казимира.
Председателем Общества является доктор наук, профессор Tomasz Brzozowski.
Актуальная информация о деятельности Общества публикуется на сайте www.ptf.krakow.pl.